# Joó Géza
Joó Géza (Zalaegerszeg, 1964. december 31. –) magyar marketing szakember, producer, művészeti menedzser. Mint gazdasági szakember számos cég élén állt, emellett filmrendezőként, televíziós produkciók létrehozójaként, valamint jelentős kulturális események szervezőjeként is ismert.

## Kezdetek
Felsőfokú tanulmányait a budapesti Kereskedelmi és Vendéglátóipari Főiskola vállalkozás-marketing szakán és az Oxford Brookes University-Omegaglen- Diploma in Management(DMS)szakán végezte, mindeközben számos továbbképzésben vett részt (1989–2000): többek között vállalati stratégia, projektvezetés és médiaismeretek tanulmányokkal egészítette ki magyar és külföldi diplomáit.Főként válságmenedzselésre specializálódott.

## Média
A médiával már az 1990-es évek elején kapcsolatba került, kezdetben interjúkat készített a Magyar Televízió és a SAT, NBN, tévécsatorna számára (1991–96), majd az Amerikai Egyesült Államok üzleti csatornáin sugárzott "Welcome to Hungary" című angol nyelvű, gazdasági televíziós magazinműsor,riportere, később társproducere volt.
A zenéhez való vonzódása egész pályafutását végigkísérte, melyhez kapcsolódva menedzserként, filmkészítőként és producerként is tevékenykedett. Amerikában töltött éveiben szerzett tapasztalatait, ottani kapcsolatait nemzetközi produkciók létrehozásában Magyarországon is tudta kamatoztatni: 2009-ben az „Operalia” elnevezésű nemzetközi operaverseny és Plácido Domingo koncertje hazai szerződésének egyik létrehozója és párizsi koncertjének a sajtófőnöke. Legjelentősebb külföldi sikere Beniamino Gigli olasz tenor operaénekes életéről készített portréfilm volt (Il tenore, 1991, USA, Olaszország, MTV – rendező, producer: Joó Géza, szerkesztő: Bayer Ilona).

A komolyzene mellett popzenei előadók menedzselésével, koncertszervezéssel és videóklip-készítéssel is foglalkozott. 
Számos kulturális esemény megvalósítása, sikeres lebonyolítása az ő nevéhez is fűződik: első Magyar Világtalálkozó (Balatonlelle, 2011), amit azóta is minden év májusában rendeznek meg a Kárpát-medencei és a távoli országokban élő magyarok és meghívott vendégeik részvételével.
2012-ben a Miss Hungary szépségverseny kommunikációs-igazgatója volt.
Szívesen vesz részt jótékonysági programokban, többek között az Ajándékkosár című rendezvénysorozat létrehozója, mely a nyugdíjasoknak biztosított ingyenes belépést, a bevételt pedig különböző szervezetek javára ajánlották fel (Vigadó Duna Palota, 1991–94). 
2012-től a Syma csarnok színpadán minden év májusában műsorra tűzött Joó zenés talk-show szerkesztője és műsorvezetője.

## Gazdasági és marketing szakemberként
Vállalkozásokat, hazai és nemzetközi projekteket menedzselt.
- Postabank Értékpapír Rt. – marketingigazgató, teljes körű marketing és PR tevékenység irányítása (1997–2000)
- Silco Rt. - kereskedelmi- és marketingigazgató, a cég külföldi és hazai kereskedelmi kapcsolatának koordinálása (2000–2001)
- SAC Rt. - vezérigazgató-helyettes-válságmenedzselésének irányítása, a vállalati szervezetet teljes átalakítása (2001-2004)
- Frigolux Ipari és Kereskedelmi Rt.- kereskedelmi-marketing vezérigazgató-helyettes,(2004-2007), hazai és nemzetközi kiállítások szervezése (Berlin, 2007; Hoventa, Budapest, 2007)
- Cseke Zrt. - vezérigazgató (2007–2008), termékbemutatók, kiállítások szervezése (Kijev, München, Berlin, Düsseldorf, 2008)
- Erno Laszlo amerikai luxuskozmetikum hazai kommunikációs marketing igazgatója, (2009–2012) modellként a márka első férfi-arca
- A Mátyás Pince Új Ízei Kft. – ügyvezető igazgató (2009–2011)
- Griff Consulting Kft. – ügyvezető igazgató (2014–2015)
- Hungexim Ltd - ügyvezető igazgató (2015-)  tanácsadás, cégek, vállalkozások válságmenedzselése, művészeti menedzselés

## Kiadóként
- Kati Rekai: Mickey, Taggy, Puppo és Cica kalandjai Franciaországban – mesekönyv, magyar kiadás, Saint-Exupéry-díj, Franciaország (Hungexim Kft., 1995)
- Moldován Stefánia operaénekes - Bűvős vadász c. lemezének kiadója (1991)
- Mérai Katalin - Juhász Attila Jazz Quartett (JAJQ): Montázs, produkciós menedzser (2010)

## Publikációk
- Váróterem magazinban megjelent cikkei
- Csepregi Éva
- Marcellina
- Keresztes Ildikó
- Csomor Csilla

## Érdekességek
Nagy állatrajongó, különösen a kutyákat és a delfineket kedveli, szívesen adja nevét ehhez kapcsolódó karitatív ügyekhez (Mars-Pedigree Fogadj örökbe!-program, 2009). 
Menyhárt Böbe: Mert a kutya is ember...című  könyv egyik riportalanya.
2011-től a Magyar Világtalálkozó szóvivője.
2018-tól a Magyar Világtalálkozó alelnöke,és a Panoráma Világklub alelnöke

## Díjak, elismerések
- Összefogás a magyarságért díj (2014)
- Polgármesteri díj  Nagymad  (2019)